# إعصار إيزابيل
يعد إعصار إيزابيل أكبر عاصفة في عام 2003 من حيث عدد الضحايا وحجم الأضرار الناجمة عنه. فهو يُعَد العاصفة الاستوائية التاسعة والإعصار الخامس، والمصنف الثاني من حيثُ الشدة بين أعاصير ذلك العام.
بدأ إعصار إيزابيل في يوم 6 سبتمبر، نتيجة لموجة استوائية حدثت في المناطق الاستوائية شمال المحيط الأطلسي، حيث اتَّجهت إلى الشمال الغربي في تيار منخفض والتقت مع المياه الدافئة حيث تكثفت المياه تدريجياً حتى وصلت إلى الذُروة مُصاحِبةً برياح تبلُغ سُرعتها 270 كم/ ساعة، وذلك في يوم 11 سبتمبر. وعلى مدار الأيام الأربعة التي تلت ذلك تغيَّر مِقدار شدة الإعصار، حيث بدأ يفقد قوته عندما اصطدم بالأرض في منطقة أوتر بانكس في ولاية كارولينا الشمالية في يوم 18 سبتمبر، وكانت سرعة الرياح تُقَدر بنحو 165 كم / ساعة عندما وصل إلى الساحل. وسُرعان ما فقدت المياه كثافتها وأصبح الإعصار خارج المدار عندما وصل إلى ولاية بنسلفانيا في اليوم التالي. وغمرت العواصف المُصاحبة لإعصار إيزابيل جزيرة هاتيراس وحفرت بها قناة، وهذه القناة معروفة الآن باسم قناة إيزابيل.
نجمت عن الإعصار أضرارٌ كبيرة على امتداد الساحل الشرقي الأمريكي وصولاً إلى أراضي ولاية فرجينيا الغربية. تمثّلت هذه الأضرار في تَحطُّم خطوط الكهرباء نتيجة للرياح القوية، وتَكتُل مياه الأمطار الغزيرة من ولاية كارولينا الجنوبية حتى ولاية مين، ومن الساحل وصولاً إلى ميشيغان. وبالتالي تُرِكَ حوالي 6 ملايين شخص بدون كهرباء في شرق الولايات المتحدة. بلغ إجمالي الأضرار نحو 3.6 مليار دولار أمريكي في عام 2003، بالإضافة إلى 16 حالة وفاة حدثت بطريقة مباشرة ناجمة عن العاصفة في سبع ولايات، وأكثر من 35 حالة وفاة حدثت بطريقة غير مباشرة في 6 ولايات أمريكية، وفي منطقة أونتاريو بكندا. وقعت 64% من الخسائر و68% من إجمالي حالات الوفاة في ولايتي فرجينيا وكارولينا الشمالية. وكانت الأضرار الأكثر بروزاً في منطقة أوتر بانكس، حيث دُمِّرَت آلاف المنازل بالكامل وأُصيبت بعضُها بالعديد من الأضرار. ومع ذلك، فإن أسوأ آثار إعصار إيزابيل تُعتَبر في ولاية فرجينيا التي وقع فيها أكبر عددٍ من الضحايا وأيضاً أعلى قدر من الخسائر المادية.

## التغيرات الطقسية المصاحبة للإعصار

إعصار إيزابيل يقترب من منطقة أوتر بانكس في يوم 18 سبتمبر 2003 الساعة 16:55 بالتوقيت العالمي (المصدر: ناسا).

بدأ الأمر يوم 1 سبتمبر عندما خرجت موجة استوائية من سواحل إفريقيا نتج عنها منخفض جوي. في بداية الأمر كانت الحركة بطيئة ومُتجهة ناحية الغرب، حيث تكونت الغيوم الرُكاميَّة في اليوم التالي. وفي يوم 3 سبتمبر حدث خللٌ في نظام الضغط وانخفض مروراً بجزر الرأس الأخضر، لكن الضغط استعادت مستواه الطبيعي في يوم 4 سبتمبر والأيام التالية له. بدأ تطبيق تقنية دفوراك للتنبؤ بالأعاصير في يوم 5 سبتمبر، والتي تنبأت بإمكانية تشكيل المنخفض الجوي الاستوائي رقم 13 في اليوم التالي، وأنه من الممكن أن يبلغ المنخفض مرحلة العاصفة الاستوائية (التي ستعرف لاحقاً باسم إيزابيل) في 6 سبتمبر، وبدأ المركز الوطني للأعاصير بإصدار التقارير فقط بعد 13 ساعة من بداية العاصفة.
نشأ الإعصار في منطقة بها مياه ساخنة جداً هبَّت فيها رياح القص، حيث حدث تغيُّر في اتجاه وسُرعة الرياح في مسافة قصيرة في الجو، وتكونت العواصف بسرعة وبشكل لولبي حول مركز إيزابيل. ثمَّ تَحولت العاصفة إلى إعصار في يوم 7 سبتمبر بعد تشكل عينٍ مركزية واسعة لكنها غير منتظمة، وتوجد هذه العين بالقرب من منطقة الحِمل الحراري الأكثر قوة. ثم أصبحت العين أكثر وضوحاً شيئاً فشيئاً، كما أصبحت العواصف مُنَظَمة وعلى هيئة عواصف عمودية عنيفة. وشكَّل الحمل الحراري جداراً قُطره 64 كم.

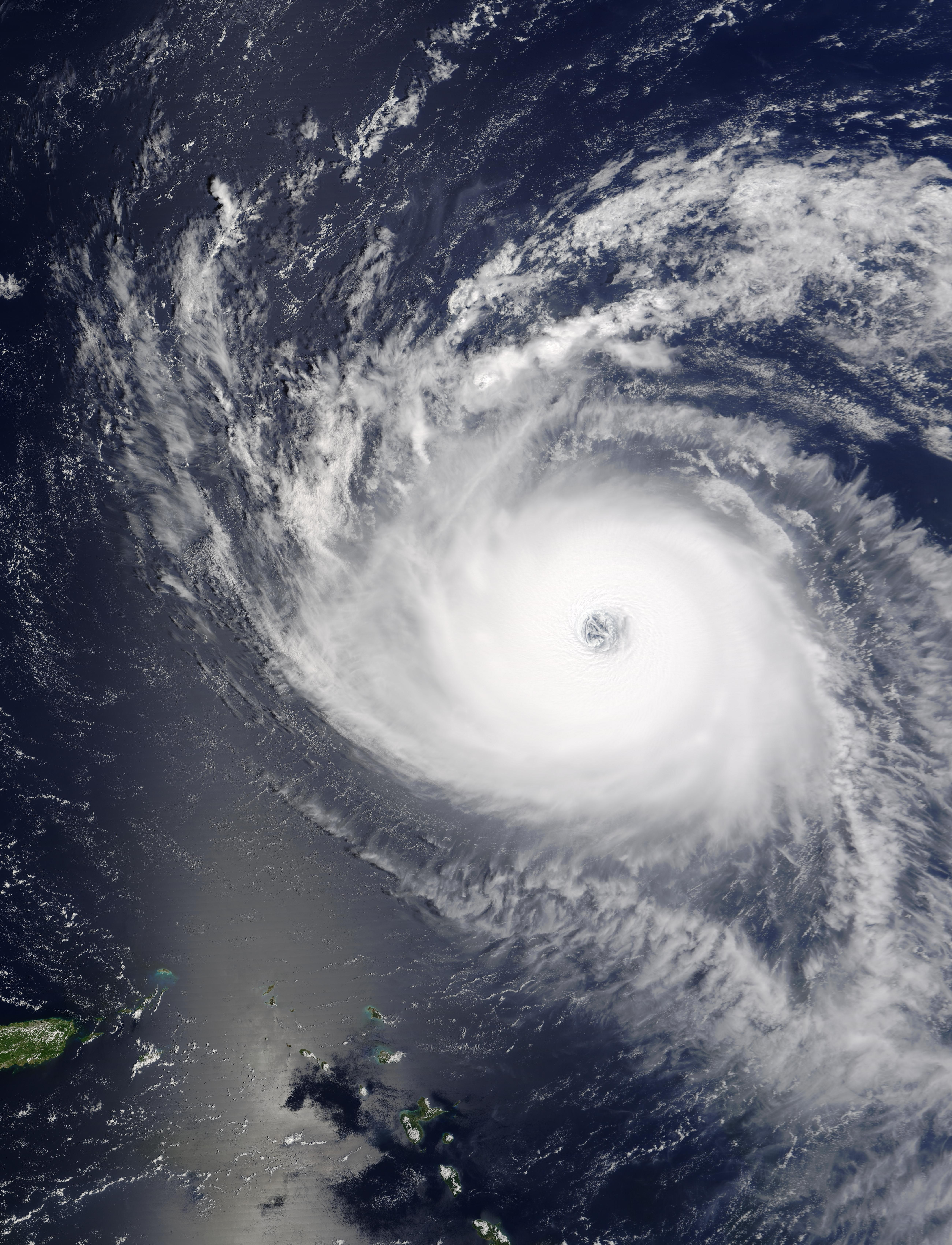
الإعصار إيزابيل في يوم 12 سبتمبر 2003، عندما وصل الفئة 5.

بلغ الإعصار إيزابيل قوة كبيرة في يوم 8 سبتمبر عندما وُجِدَ على بعد 2100 كم من الشرق وصولاً إلى الشمال الشرقي من جزيرة بربودا. في اليوم التالي، هبَّت عواصف وصلت سرعتها إلى 215 كم / ساعة واستمرَّت لمدة 24 ساعة، وهي تُصنَّف ضمن الفئة الرابعة من الأعاصير المدارية على مقياس «سافير سيمسون».
في وقت مبكر من يوم 10 سبتمبر، أصبح جدار العين المركزية أقلَّ وضوحاً وأصغر حجماً، عندما أصبحت العواصف أقل انتظاماً وعندما خرج التيار الصادر عنها إلى الشمال الشرقي. أدى هذا إلى إضعاف الإعصار إيزابيل قليلاً، حيث أصبح من الفئة الثالثة. وانحنى مساره أيضاً نحو الغرب بسبب إعصار مُضاد قادم من الأزور. وفي وقت لاحق من نفس اليوم، استعاد الإعصار إيزابيل جزءاً من قوته للارتقاء إلى مستوى الفئة 4 عندما تعمَّق بالقرب من جدار العين الحراري وأصبحت العين أكثر انتظاماً.
واستمرت قوة الإعصار في التزايُد حتى وصلت إلى ذروتها مُصاحبةً برياح بلغت سرعتها 270 كم/ ساعة، وذلك في يوم 11 سبتمبر. وقد صُنِّف ضمن أعاصير الفئة 5 على مقياس «سافير سيمسون». حتى لو كان الإعصار نفَّذ دورة تجديدية لجدار العين ممَّا أضعفه قليلاً، ولكنه احتفظ بتصنيفه كإعصار من الفئة 5 لمدة 24 ساعة.
ثم تدفقت العواصف الرعدية وضعف الحمل الحرارى في آخر دورة تجديد، وفي وقت مبكر من يوم 13 سبتمبر تقلَّص الإعصار إيزابيل إلى الفئة الرابعة نتيجةً لضعف في جغرافية تلال المنطقة الشمالية، التي سمحت له أن ينتقل إلى الغرب والشمال الغربي. وفي نهاية الدورة، أصبحت العين واضحة المعالم مرة أخرى، وكان قطرها يُقدَر بـ65 كم. وفي وقت لاحق من ذلك اليوم، عاد الإعصار إلى الفئة الخامسة. وفي تحقيق لطائرة استطلاع في أثناء العاصفة استطاعت تسجيل رياحٍ بلغت سرعتها 373 كم / ساعة، وهي تعتبر السرعة القصوى لأعاصير المحيط الأطلسي.
في وقت مبكر من يوم 14 سبتمبر، ارتفعت درجة حرارة الغيوم لبعض الوقت، ممَّا أدى إلى إضعاف وتراجُع الإعصار للفئة الرابعة مرة أخرى. وفي وقت لاحق من ذلك اليوم، استعاد إيزابيل قوته وعاد للمرة الثالثة إلى إعصار من الفئة الخامسة مروراً بطريق يبلغ 650 كم شمال سان خوان في بورتوريكو. ومع ذلك وفي صباح يوم 15 سبتمبر حدث ارتفاعٌ في درجة الحرارة حول مركز الإعصار، ممَّا أعاده مرة أخرى ليكون من الفئة الرابعة. وفي وقت لاحق من ذلك اليوم بدأ الحمل الحراري الواقع في عمق وسط الإعصار بالتدهور، بينما أصبحت حوافُّ عين الإعصار أكثر انتشاراً.
أدى تكون منطقة ضغط جوي عالٍ شمال غرب إيزابيل، وتكاثُفها ناحية الجنوب الشرقي إلى تباطؤ الإعصار وتحويل مساره إلى الشمال الغربي، بالإضافة إلى ارتفاع سرعة رياح القص العمودية، والتي نتج عنها انخفاضٌ في شدة الإعصار، حيث أصبح من الفئة الثانية. وكان ذلك في يوم 16 سبتمبر، عندما كان على بعد 1035 كم من جنوب شرق «كيب هاتيراس» في ولاية كارولينا الشمالية. وظلَّ الحمل الحراري في الحد الأدنى له حتى مع انتظام حركة التدفق. وحافظ على تلك الكثافة لمدة يومين حتى وصل إلى منطقة اليابسة بين «كيب لوكاوت»وجزيرة «أوكراكوك» في أوتر بانكس، وذلك في يوم 18 سبتمبر. وكانت الرياح المُصاحِبة للإعصار في ذلك الوقت تبلغ سرعتها 165 كم / ساعة.
حتى بعد أن خسر إيزابيل جزءًا من قوته نتيجة احتكاكه بالأرض، فقد ظل رغم ذلك إعصاراً حتى بعد 19 سبتمبر عندما وصل إلى ولاية فرجينيا الغربية. ويرجع السبب الرئيسي لبقائه إعصاراً هو حركته السريعة. وبعد مروره عبر ولاية فرجينيا الغربية على هيئة عاصفة استوائية، تحولت العاصفة إلى إعصار خارج المدار في غرب ولاية بنسلفانيا. وفي وقت لاحق من ذلك اليوم، عبر الإعصار بحيرة إيري مُتَّجهاً إلى كندا، حيث كانت أكبر منطقة بها ضغطٌ هي منطقة «كوكرين» بالقرب من «خليج جيمس» في أونتاريو.

## بداية الإعصار

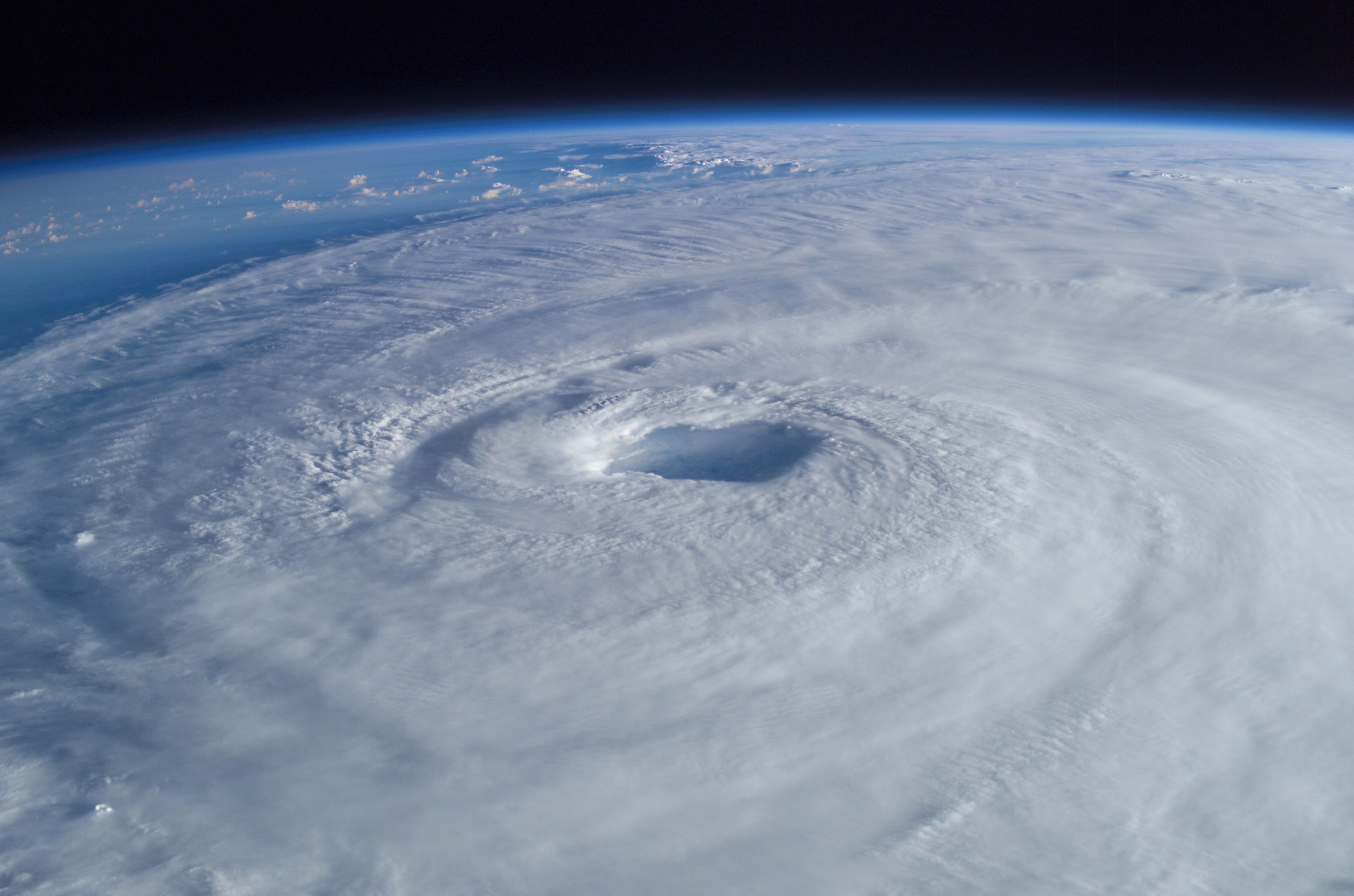
إعصار إيزابيل يتضح من محطة الفضاء الدولية

و قبل خمسون ساعة من وصول الإعصار إيزابيل، قام مركز الأعاصير الوطني بعمل بث حى لمراقبة الإعصار في عدة أماكن هي الساحل بين " ليتل ريفر
« (ولاية كارولينا الجنوبية) و» شينكوتيج « (ولاية فيرجينيا)، وبحيرات » بالميكو ساوند « و» ألبامارل ساوند «بولاية كارولينا الشمالية وجنوب خليج تشيسابيك. منطقة مُراقَبَة رياح العاصفة الاستوائية هي منطقة الارتكاز بعد منطقة الإعصار وتتجه شمالاً إلى مدخل » ليتل أجج إنلت
" (نيو جيرسي) وجنوباً من مصب نهر  "سانتي"  (ولاية كارولينا الجنوبية). وصدرت تحذيرات عن الإعاصير والعواصف المدارية تدريجياً على أجزاء من الساحل المُطِل على المحيط الأطلسي في الولايات المتحدة. وعندما وصل إيزابيل، كانت هناك حالة استعداد لحدوث عواصف استوائية في كل من "شينكوتيج" (فيرجينيا) و"جزيرة النارِ" (نيويورك) و"رأس الخوف "عند مصب نهر "سانتي" (كارولينا الجنوبية). وبين هاتين المنطقنين، كان التحذير من الإعصار ساري المفعول. حيث جاءت التوقعات قبل وصول الإعصار بثلاثة أيام بنسبة خطأ 58 كم فقط. حيث كانت النسبة الحقيقية في خلال يومين وصلت إلى 29 كم فقط. تولى كل من مركز التوقعات الجوية الهيدرولوجية والمكاتب المحلية لخدمات الأرصاد الجوية الوطنية والمركز الوطنى للأعاصير وبالأنجليزية "(National Hurricane Center " (NHC إصدار التنبيهات عن الظروف المناخية القاسية بعد وصول الإعصار إيزابيل إلى الأرض.
وقد أصدرت السلطات أمراً بالإخلاء الإجباري في 24 مقاطعة في كل من ولاية فرجينيا وكارولينا الشمالية، وميريلاند ولكن عدد قليل من الناس في هذه المناطق قد امتثلت. وفقاً لوزارة التجارة الأمريكية، تم إجلاء 45 % من الناس في أوتر بانكس، وحوالي 23 % من «بالميكو ساوند» , و23 % من أولئك الموجودين في ولاية فرجينيا و15 % من سكان ولاية ماريلاند. وبرغم من تلك الإجراءات ظل إيزابيل يُهدد حياة مئات الآلاف من السكان ويخيفهم، وخاصة في ولاية كارولينا الشمالية وفرجينيا. حيث لجـأ أكثر من 12,000 من سكان تلك المناطق إلى مراكز الإيواء وأصبحت تحت تصرفهم.
أُغلِقَ 19 مطار على طول الساحل الشرقي للولايات المتحدة وأُلغِيَت أكثر من 1,500 رحلة جوية. وانقطعت تقريباً جميع خدمات المترو والأوتوبيس في واشنطن وتوقفت جميع قطارات شركة «امتراك» جنوب العاصمة الوطنية. أغلقت المدارس والمكاتب والمحلات التجارية أبوابها في المنطقة إستعداداً لوصول إيزابيل. وأما عن محال الخردوات ومواد البناء، حققوا مكاسب كبيرة من خلال بيع الخشب الرقائقي، والمشاعل، والبطاريات والمولدات المحمولة قبل وصول العاصفة. وأُغلقت جميع مكاتب الحكومة الفيدرالية الأمريكية بإستثناء موظفي الطوارئ. كما أمرت البحرية الأمريكية 40 سفينة وغواصة، بالإضافة إلى عشرات الطائرات بالابتعاد عن القواعد البحرية في جميع أنحاء نورفولك (فرجينيا).
و من جانبه، بدأ المركز الكندي للتنبؤ بالأعاصير بإصدار التوقعات لمناطق كندا التي كان يُحتمل تعرُضها لخطر من جراء تلك العاصفة، قد بدأ المركز بإصدار تلك التوقعات في 14 سبتمبر، بالتنسيق مع نشرات المركز الوطنى للإعاصير وبالأنجليزية "(National Hurricane Center " (NHC
. كان يخشى الناس من أن يتصرف الإعصار إيزابيل مثل الإعصار «هازل» الذي حدث في عام 1954 والذي استقطب اهتمام وسائل الإعلام. وقد أسفر الإعصار «هازل» عن حدوث فيضانات في أونتاريو وكان هناك تخوف أن يعود مرة أخرى مع إيزابيل. فيجب على مركزه أن يمر على جنوب اونتاريو كإعصار مدارى الاتجاه قبل أن يتجه إلى شمال كيبك.
قام مكتب خدمة الأرصاد الجوية في كندا بإتباع نفس الإجراءات التي قام بها مكتب خدمة الأرصاد الجوية الوطنية الأمريكية "(National Hurricane Center " (NHC , حيث أرسل طائرة استطلاع في منطقة الإعصار، للتعرف عن كثب على ما يحدت في مثل هذه الظروف المناخية. وهذه هي المرة الثالثة التي أتاحت لمكتب خدمة الأرصاد الجوية في كندا الفرصة لدراسة بقايا الإعصار. وكانت سرعة الرياح تتجاوز في الأصل 64 كم / ساعة ولكن التوقعات التالية أظهرت أن النظام سيتحول بالفعل إلى عاصفة مدارية عند دخول الأراضي الكندية واندماجها مع عاصفة أخرى قادمة من الغرب. وفي يوم 18 سبتمبر، أصدر مركز التنبؤات العاصفة لمنطقة أونتاريو تحذيرات من أمطار غزيرة ورياح قوية في بعض المناطق الجنوبية من المحافظة، كما أصدر إنذاراً للبحرية من إمكانية حدوث عواصف في بحيرة إيري وأونتاريو. وفي وقت لاحق امتدت هذه التحذيرات إلى شمال أونتاريو، وجزء من نهر سانت لورانس وخليج جورجيا. وألغيت معظم هذه التحذيرات عندما أصبحت بقايا الإعصار إيزابيل أضعف من المتوقع.

## الأضرار الناجمة عن الإعصار
| المنطقة           | الوفيات       | الوفيات           | الأضرار الدولار الأمريكي في عام (2003) |
| المنطقة           | بطريقة مباشرة | بطريقة غير مباشرة | الأضرار الدولار الأمريكي في عام (2003) |
| ----------------- | ------------- | ----------------- | -------------------------------------- |
| فلوريدا           | 1             | 0                 | 0                                      |
| كارولينا الشمالية | 1             | 2                 | 450 مليون دولار                        |
| فيرجينيا          | 10            | 22                | 1,85 مليار دولار                       |
| فيرجينيا الغربية  | 0             | 0                 | 20 مليون دولار                         |
| واشنطن            | 0             | 1                 | 125 مليون دولار                        |
| ميريلاند          | 1             | 6                 | 820 مليون دولار                        |
| ولاية ديلاوير     | 0             | 0                 | 40 مليون دولار                         |
| بنسلفانيا         | 0             | 2                 | 160 مليون دولار                        |
| نيو جيرسي         | 1             | 1                 | 50 مليون دولار                         |
| نيويورك           | 1             | 0                 | 90 مليون دولار                         |
| جزيرة رود         | 1             | 0                 | 0                                      |
| أونتاريو          | 0             | 1                 | ?                                      |
| المجموع الكلي     | 16            | 35                | 3.6 مليار دولار                        |

يعد الإعصار إيزابيل أول إعصار يضرب ولايات الوسط والجنوب الساحل الأطلسي
للولايات المتحدة منذ الإعصار فلويد في 1999.
حيث تأثر أكثر من 60 مليون شخص بعدة مستويات اختلفت الواحدة عن الآخرى،
و هذا العدد مماثل لمن تأثر في الإعصار فلويد.
قامت حكومات كل من ولاية بنسلفانيا، وفيرجينيا الغربية،
و ولاية ماريلاند ونيوجيرسي وديلاوير بإعلان حالة الطوارئ.
وقد وقع أكبر ضرر من الفيضانات، في ولاية فرجينيا حيث كانت الأسوأ منذ إعصار أغنيس في عام 1972.
امتدت رياح إيزابيل من كارولينا الشمالية إلى نيو إنجلاند وساحل ولاية فرجينيا الغربية.
و جنباً إلى جنب مع الأمطار الغزيرة التي تخفف من التربة، وقطع العديد من الأشجار وخطوط الكهرباء على طول مسار العاصفة،
و منع حوالي 6 ملايين مُستهلك من استهلاك الكهرباء.
عانت المناطق الساحلية الكثير من الرياح والأمواج والعواصف، التي تسببت في أضرار كبيرة في مناطق عديدة من شرق ولاية كارولينا الشمالية والجنوب الشرقي من فرجينيا.
و يقدر إجمالي الأضرار الناجمة عن الإعصار إيزابيل 3.6 مليار دولار أمريكي في عام (2003), وسجل 47 حالة وفاة، بينهم 16 حالة وفاة بطريقة مباشرة.

### منطقة البحر الكاريبي وجنوب شرق الولايات المتحدة
حدثت في تلك المنطقة أمواج شديدة وضخمة، أثّرت سلبياً على السواحل الشمالية لجزر الأنتيل الكبرى وجزر البهاما وأحدثت تلفيات بها. وبشكل عام، تنكسر موجات الأعاصير المارة قُبالة جزر البهاما قبل أن تصل إلى جنوب شرق ولاية فلوريدا، ولكن هذا لم يكن الحال مع الإعصار إيزابيل.
و نتيجة عن وجود عاملي السرعة والكثافة سمح لموجة شديدة بأن تعبر مضيق «بروفيدانس» (جزر البهاما) وتكوين شريط ضيق يبلغ طوله 16 كم جنوب شرق فلوريدا، وأحدث موجات يصل ارتفاعها إلى 4.3 مترا في دلراي بيتش،. تسببت هذه الأمواج في انقلاب قارب في شاطئ بوينتون بيتش ونتج عن تلك الحادثة إصابة اثنين. كان يجب أن ينجو سباح في جونو بيتش وقد ألحقت الحادثة تلفيات بسيطة بمقاطعة «بالم بيتش».
و في شمال فلوريدا، كان هناك أمواج وصل ارتفاعها إلى 4.5 مترا فلاغلر بيتش وتسببت في إغلاق رصيف الميناء بسبب اجتياح الأمواج للألواح الخشبية بها. غرق سباح وستة آخرين كان لا بد من إنقاذهم في مقاطعة ناسو، عندما جرفهم التيار من على شاطئ غير خاضع للرقابة. وأُغلِقت الشواطئ في وقت لاحق بسبب ظروف البحر. في الشمال الشرقي من ولاية كارولينا الجنوبية، القطاعات البعيدة عن أمطار ايزابيل كانت مَصوحبة برياح قوية تصل سرعتها إلى 72 كم / ساعة في «ميرتل بيتش». اعطت التراكمات الخفيفة 34 ملم في ولاية «لوريس»، ولم يتم الإبلاغ عن أي أضرار كبيرة في الولاية.

### منطقة شمال كارولينا

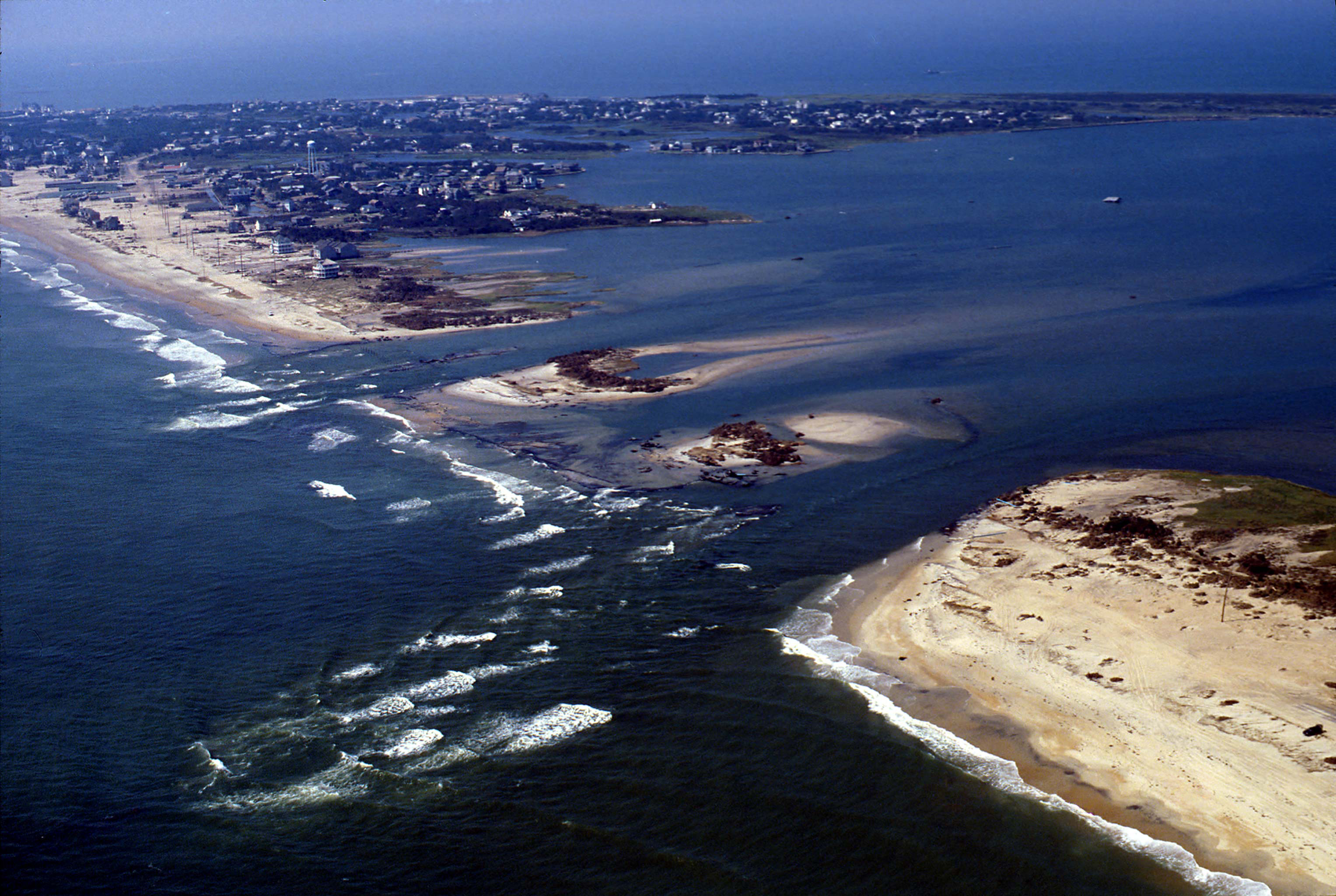
الضرر الذي لحق ب" أوتر بانكس " بعد مرورالإعصار إيزابيل (المسح الجيولوجي الأمريكي)

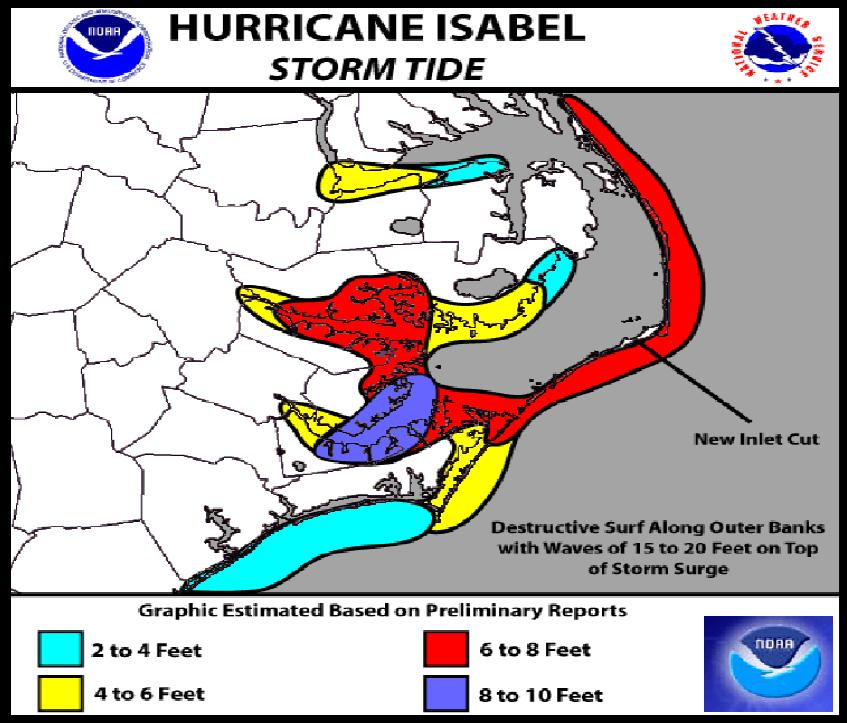
ارتفاع العواصف في ولاية كارولينا الشمالية (قدم واحدة يساوي 30 سم)

ضرب الإعصار إيزابيل المنطقة الشرقية من ولاية كارولينا الجنوبية بطريقة مباشرة وإحداث بها أضرار تصل إلى 450 مليون دولار أمريكي في عام 2003. كانت المنطقة الأكثر تضرراً هي مقاطعة داري حيث أن مياه البحر والرياح سببت تلفاً في آلاف المنازل. كان ارتفاع الأمواج من 4.5 إلى 6 أمتار، وعرام العواصف من 1,8 حتي 2,4 متر قطعا  «جزيرة هاتيراس» إلى اثنين. وحفر بها قناة واسعة 600 متر وعمقها 3 متر وهذه القناة معروف، غير رسمية باسم «مدخل إيزابيل» . وأدى هذا إلى قطع الطريق وجميع الخدمات التي عزلت قرية  «هاتيراس» لمدة شهرين.
قطعت الرياح المئات من الأشجار في جميع أنحاء ولاية كارولينا الشمالية، ونتج عن ذلك انقطاع التيار الكهربائي عندما سقطت الأشجار على الأسلاك الكهربائية. وترتب على ذلك وجود 700,000 سكان بدون كهرباء لعدة أيام. قتل الإعصار شخص واحد بطريقة مباشرة واثنان بطريقة غير مباشرة في هذه الولاية.

### من ولاية فرجينيا وصولا إلى ولاية ديلاوير

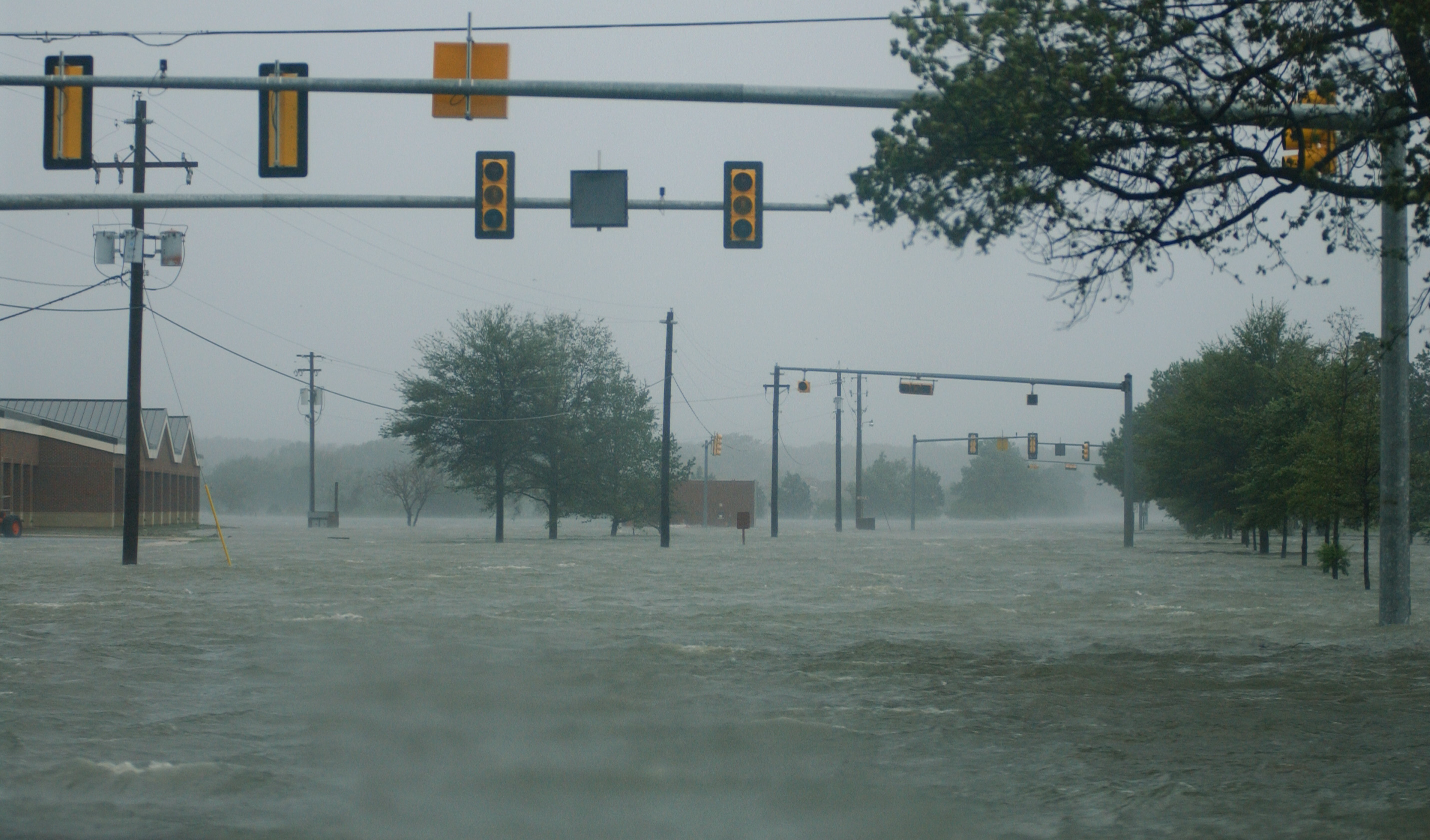
الفيضانات تصل بقوة إلى القاعدة الجوية لانجلي، هامبتون (ولاية فرجينيا)

ضرت الرياح ولاية فيرجينيا حيث كسرت المئات من الأشجار في جميع أنحاء الولاية، وتسببت في حرمان نحو 1.8 مليون شخص من الكهرباء. جاء تأثير العواصف خاصة في منطقة الجنوب الشرقي ووصل إلى أقصى ارتفاع له وقدره 2.7 متر في ريتشموند على نهر «جيمس». وألحقت أضرار بعدد من المنازل الواقعة على طول الساحل والأنهار., وفي باطن الأرض، تسببت المطر الغزير (الذي وصل إلى 513 ملم في الجزء الأعلى من وادى شيراندو) في الفيضانات. كان الإعصار إيزابيل أحد الأعاصير المدارية الأكثر تدميراً التي ضربت الولاية، حيث أنه تسبب في أضرار تقدر بنحو 1.85 مليار دولار أمريكي في عام (2003) وقتل 32 شخصاً (10 منهم بطريقة مباشرة و22 الآخرين بطريقة غير مباشرة).
و كان هناك حوالي 1.24 مليون من سكان ميريلاند وواشنطن، بدون كهرباء، ولكنه تسبب أيضاً في أسوأ العواصف التي أغرقت الساحل وسببت تآكل في أجزاء كبيرة من الشواطئ. في ولاية ماريلاند الشرقية، تضررت مئات المباني ودمرت، وخاصة في مقاطعة «كوين آن»، من خلال المد والجزر. وغمرت المياه أيضاً آلاف المنازل في بالتيمور وأنابوليس. وفي واشنطن، وكانت الرياح في السبب الرئيسي لحدوث الضرر. بلغ إجمالي الخسائر في ولاية ماريلاند وواشنطن، 700 مليون دولار أمريكي في عام (2003), وغرق شخص واحد.
و في ولاية ديلاوير، أضيفت الفيضانات التي تسببت فيها العاصفة الاستوائية هنرى قبل بضعة أيام إلى الآثار الناجمة عن إيزابيل. كان هناك رياح قوية بمعدل (100 كم / ساعة في ولاية لويس) نتج عنها انقطاع العديد من فروع الأشجار وخطوط الكهرباء في جميع أنحاء الولاية، وتسبب في قطع الكهرباء عن ما لا يقل عن 15300 من السكان. وغمرت المياه عدداً من الأراضي المنخفضة بسبب الأمواج، والعواصف وجريان الأمطار. وبهذا ارتفع إجمالي الضرر إلى 40 مليون دولار أمريكي في عام (2003), ولحسن الحظ لم يتم الإبلاغ عن وقوع ضحايا أو إصابات.

### منطقة الشمال الشرقي

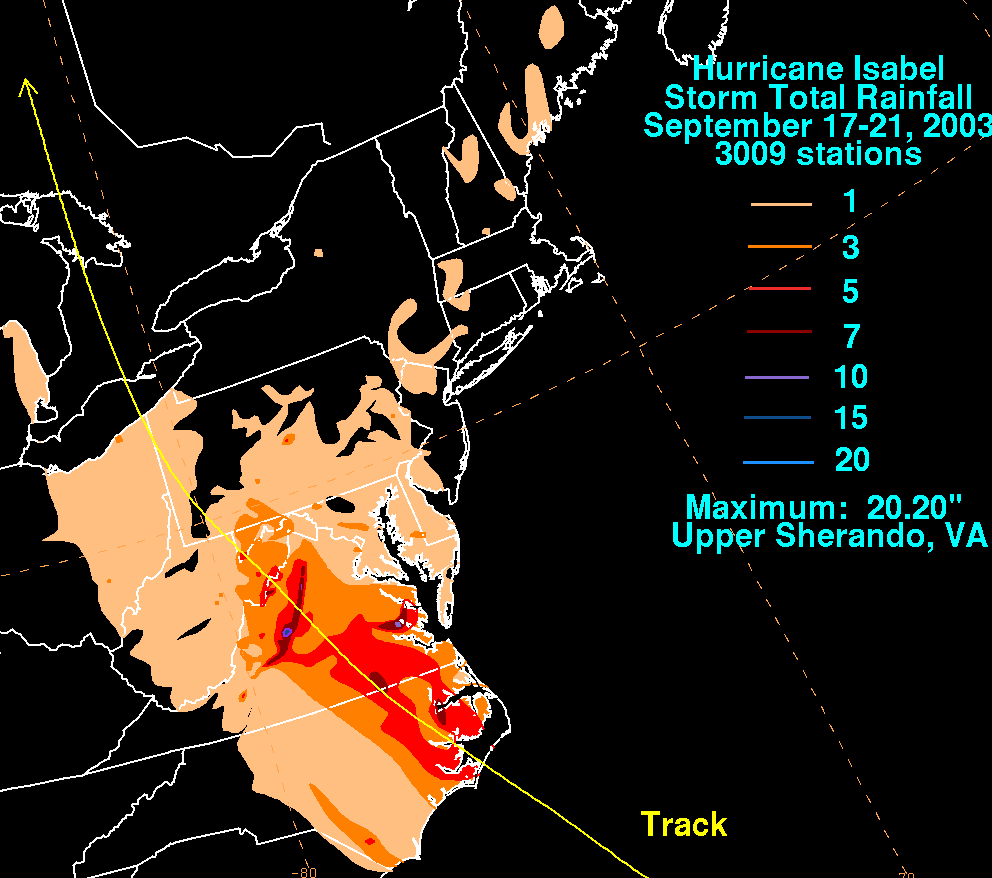
مجموع الترسيبات الناتجة عن ايزابيل بالبوصة (25,4 مم / البوصة)

قطع الإعصار إيزابيل مسافة 350 كم إلى جنوب شرق ولاية نيو جيرسي، ووصلت قوة رياحه إلى عاصفة استوائية وتسببت في قطع مئات الأشجار وخطوط الكهرباء. وقتل شخص واحد بسبب سقوط شجرة، وأخرى عن طريق الأمواج المرتبطة بالعواصف. وذكر ما لا يقل عن 50 مواقع انه حدث تآكل في الشواطئ وبهذا قد ارتفع معدل الاضرار ليصل إلى 50 مليون دولار أمريكي في عام (2003).
في ولاية بنسلفانيا، بلغ حجم الأضرار 160 مليون دولار أمريكي في عام (2003). بالإضافة إلى وفاة شخصين بطريقة غير مباشرة، توفي أحدهم نتيجة لاستنشاق أول أكسيد الكربون، والآخر بسبب تركيب غير سليم في مولد كهربائي. تسببت الرياح في قطع الكهرباء عن 1.4 مليون مستخدم وتضررت عشرات المنازل والسيارات بسبب سقوط الأشجار.
في أقصى الحدود الشمالية الشرقية جاء تأثير إيزابيل، في ولاية نيويورك وبلغ حجم الأضرار 90 مليون دولار أمريكي في عام (2003), و100،000 دولار أمريكي في فيرمونت. تسبب سقوط الأشجار ببعض الأعطال وانقطاع التيار الكهربائي، ووفاة شخصين نتيجة عن الأمواج الشديدة.

### منطقة الغرب الأوسط
استمر إيزابيل في متابعة طريقه إلى البحيرات الكبرى، مُحدِثاً أضرار في وادي نهر أوهايو ومنطقة الغرب الأوسط الأمريكية. في ولاية فرجينيا الغربية، ونتيجة عن مزيج من الأمطار الغزيرة أصبحت الأرض اللينة، وكانت سرعة الرياح تتراوح ما بين 50 و60 كم / ساعة، قاطعة الآلاف من الأشجار. وألحقت أضرار بالعديد من المنازل وتسببت في انقطاع الكهرباء عن 1.4 مليون مستخدم. تسببت أيضاً الأمطار بفيضانات في الجزء الشرقي من الولاية. وهكذا ارتفع معدل الأضرار إلى 20 مليون دولار أمريكى في عام (2003).
تلقى النصف الشرقي من ولاية أوهايو ما يصل إلى 75 ملم من المطر. أصبحت التراسبات أضعف في ولاية مشيغان الشرقية مع فقط 39 مم في جبل كليمنس ولكن سجلت التراكمات على رادارات الطقس بتقدير 64 ملم في مقاطعة «سانت كلير» مشتمل مدينة ديترويت. ومع ذلك، لم ترد انباء عن أضرار، في ميشيغان.

### كندا

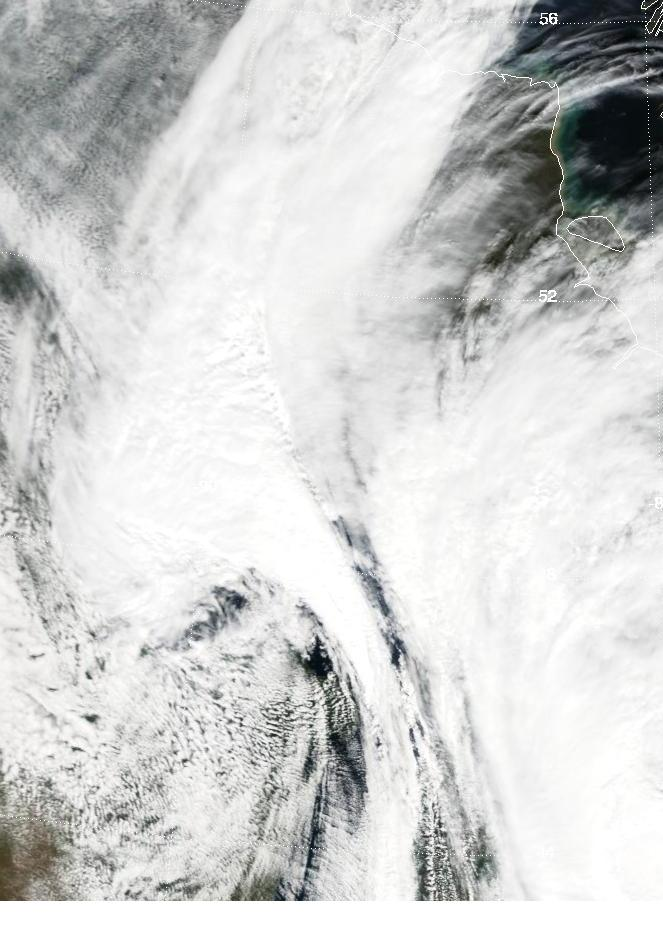
انتقال الإعصار إيزابيل إلى خارج المدار

على الرغم من المخاوف أن تتكرر الأضرار مثل ما حدث في الإعصار هازل في عام 1954، فان الإعصار إيزابيل ضعف بما فيه الكفاية بحيث أن تأثيره على كندا كان ضئيل للغاية. تدرج قوة الضغط بين الإعصار والإعصار المُضاد في شرق الولاية أسفر عن هبوب الرياح من البحار إلى البحيرات العظمى. فعلى سبيل المثال سجلت، عوامة في بحيرة أونتاريو، هبوب رياح تقدر سرعتها بنحو 78 كم / ساعة. وعلى الأرض، سجلت عدة محطات رياح تتراوح سرعتها من 55 كم / ساعة إلى 75 كم / ساعة وبحد أقصى 81 كم / ساعة في ميناء كولبورن (أونتاريو).
أدت هذه الرياح لحدوث موجة شديدة مُعتَدِلة الكثافة الذي ضربت ساحل نوفا سكوتيا، لا سيما تلك التي تواجه خليج مين (وكان من المتوقع ان يكون ارتفاع الأمواج من 2 إلى 3 متر) في ولاية أونتاريو، كانت المنطقة التي شهدت أكبر ضرراً، هي بحيرة إيري واتصلت مع البحر في مسافة 4 متر في الجزء الغربي الذي تسبب في بعض الفيضانات في الشوارع المجاورة لمدينة هاملتون. قطعت الرياح الأشجار أيضاً في جنوب غرب المحافظة، مما تسبب في انقطاع التيار الكهربائي.
بدأ سقوط الأمطار على جنوب أونتاريو بعد يوم 19 سبتمبر ونتج عنه تراكمات خفيفة إلى معتدلة. وتفيد التقارير أن حجم التراكمات وصلت إلى 53,4 ملم في  بوينت-بيليه  و46 ملم في سارنيا و33.2 ملم في مطار تورونتو بيرسون الدولي. سقطت معظم الأمطار غرب مسار الإعصار إيزابيل مما تسبب في بعض الفيضانات. وأخيراً، وردت أنباء عن وقوع حالة وفاة نتيجة لحادث سير أثناء مرور الإعصار إيزابيل.

## خاتمة

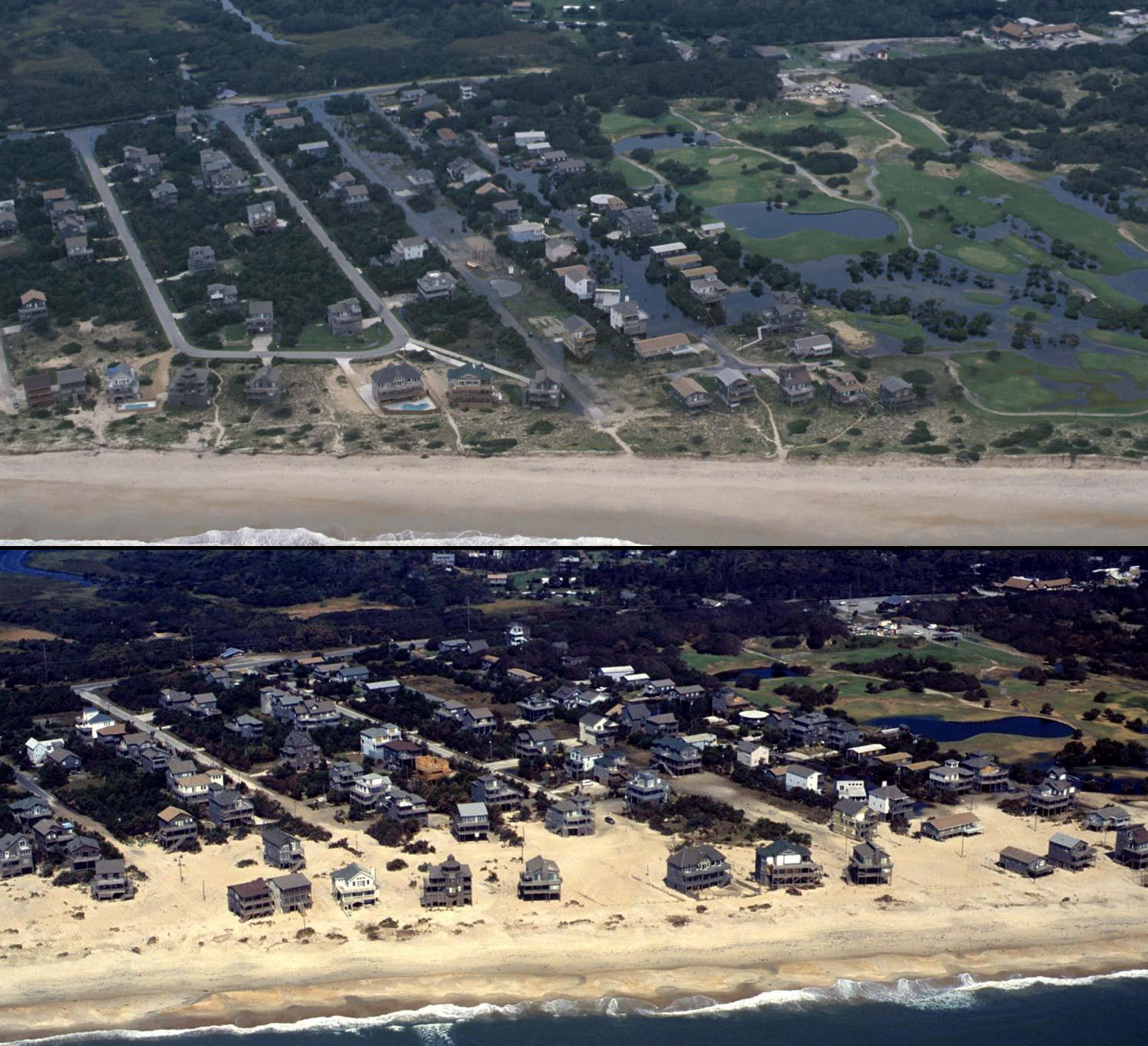
جزيرة هاتيراس قبل وبعد إيزابيل

بعد حوالي أسبوع من مرور الإعصار إيزابيل، أعلن الرئيس الأمريكي جورج دبليو بوش، منطقة كوارث في 36 مقاطعة في ولاية كارولينا الشمالية، و77 مقاطعة في ولاية فرجينيا، وفي ولاية ميريلاند بالكامل، وفي ثلاث مقاطعات من ولاية ديلاوير وست مقاطعات في ولاية فرجينيا الغربية. تمكنت الحكومة الأمريكية من خلال هذا الإعلان الإفراج عن الأموال لإعادة الإعمار وتقديم المساعدات لضحايا الولايات المتحدة وبلغت 516 دولار أمريكى (في عام 2003)، وكانت معظمها في ولاية كارولينا الشمالية وفرجينيا. قدم أكثر من 166,000 لاجئ بطلب سكان وخصص 117 (دولار أمريكى 2003) لتوفير سكن مؤقت وإصلاح حالات التلف التي وقعت في المساكن. قدم 50000 طلب للحصول على قرض مخصص للشركات الصغيرة وخصص مبلغ 178 مليون دولار أمريكي (2003) لذلك. لجأ 40,000 شخص إلى مراكز الإغاثة في حالات الكوارث للحصول على معلومات عن برامج المساعدة.
كما أُعيد التيار الكهربائي في غضون أسبوع في ولاية فيرجينيا الغربية. وساعد عمال الطاقة في جميع أنحاء كندا شركات الطاقة المتضررة بشدة من ولاية ماريلاند إلى ولاية كارولينا الشمالية. كما أرسلت شركة هيدر-كويبك 25 فريقًا إلى مدينة نيويورك للمساعدة في إعادة التيار الكهربائي المنقطع. وبسبب الأضرار البليغة التي لحقت بالممتلكات والوفيات الكثيرة، توقف استخدام اسم «إيزابيل» بعد موسم 2003، وتقرر عدم استخدامه في تسمية الأعاصير الأطلسية في المستقبل. وتم استبداله ب «إيدا» التسمية إعصارات موسم 2009. كما اقترحت أيضا أسماء مثل إينا وأيفي كأسماء بديلة محتملة.

## روابط خارجية
- إعصار إيزابيل على موقع EncyclopediaOfSurfing.com (الإنجليزية)

### مقالات مشابهة
- إعصار كلوديت
- إعصار استوائي
- عاصفة رعدية
- إعصار كارول

### وصلات خارجية
- (بالفرنسية) ملخص عن الإعصار إيزابيل من قبل المرك
- (بالإنجليزية) التقرير النهائي للإعصار إيزابيل من قبل المركز القومي للاعاصير
- (بالإنجليزية) نشرات من قبل المركز القومي للاعاصير [وصلة مكسورة]
- (بالإنجليزية) تقييم الإعصار إيزابيل من مكتب خدمة الأرصاد الجوية الوطنية